# Volkmar Lachmann
Volkmar Lachmann, né le 23 septembre 1921 à Berlin, et mort le 8 mai 1945 dans cette même ville, est un écrivain allemand.
Pendant la Seconde Guerre mondiale, Volkmar Lachmann sert dans la Wehrmacht et prend part en 1941 à la campagne africaine. En 1942, malade, il est révoqué  de l'armée. En 1945, il est de nouveau enrôlé dans l'armée allemande.
Le 8 mai, jour de la capitulation du Troisième Reich, il meurt d'une pneumonie dans un hôpital de Berlin. Il est enterré dans une fosse commune.

## Œuvres
- König und Bettelmann, Krefeld, s.d.
- Das Jahr des Jünglings, Berlin, 1947.
- Die 8 Henna-Legenden, Krefeld, 1955.